# 실명기
《실명기》는 1989년 4월 2일에 MBC TV에서 방영된 베스트셀러극장이다.

## 줄거리
고아원에서 자란 장귀남은 어린 나이에 창녀촌으로 흘러들어가 건달로 살아간다.
그런던 어느 날 그는 살인청부를 맡고 아무 죄책감 없이 살인을 저지른다.
경찰의 추적을 피해 산으로 숨는데 추적에서 완전히 벗어나기 위해 지문을 지우고 눈을 찔러 자신의 눈의 한쪽을 잃게 한다.

## 출연
- 조형기
- 서갑숙
- 전인택
- 정대홍
- 이영
- 김애라
- 홍계일
- 윤예희
- 박윤배
- 김웅철
- 이동수
- 양희경
- 이경호
- 문영민
- 임대호